# Naguib Kanawati
Naguib Kanawati, né le 27 mai 1941 à Alexandrie, est un égyptologue égypto-australien, professeur d'égyptologie à l'université Macquarie de Sydney en Australie.

## Biographie
Né à Alexandrie, en Égypte, où il a eu un diplôme de maîtrise en administration des affaires, Kanawati émigre à Sydney, en Australie, où il obtient sa maîtrise et son doctorat, les deux en égyptologie. Il est ensuite enseignant de l'université, comme maître de conférences en histoire (1980-1983), et professeur agrégé en égyptologie (1984-1990).
Depuis 1990, Kanawati est le principal professeur d'égyptologie de l'université Macquarie et titulaire d'une chaire de ce sujet. Il a contribué à la formation de la Rundle Foundation for Egyptian Archaeology à la fin des années 1970 et est le fondateur, en 1989, du Centre australien pour l'égyptologie, qui coordonne toutes les fouilles australiennes en Égypte avec le Conseil suprême des Antiquités égyptiennes.
Les intérêts de recherche de Kanawati se concentrent sur l'Ancien Empire, ses coutumes funéraires, l'histoire de l'art, et les développements socio-politiques. Il a dirigé de nombreuses fouilles et expéditions épigraphiques, sur des sites comme la montagne de El-Hawawish (plus de huit-cents tombeaux de l'Ancien Empire et de la Première Période intermédiaire), El Quseir Amarna, El Hagarsa (près de Sohag), El Deir Gebrawi, Gizeh, ainsi que le complexe funéraire des pyramides d'Ounas et Téti à Saqqarah.

## Distinctions
- Médaille du Centenaire, « pour services rendus à la société australienne et les sciences humaines dans l'étude de la préhistoire et l'archéologie » (1er janvier 2001)
- Membre de l'ordre d'Australie, « pour services rendus à l'éducation par la recherche, la promotion et l'avancement des études en égyptologie et à la communauté » (11 juin 2007)

### Histoire ancienne auResearch Centre(université Macquarie)
- Naguib Kanawati, avec des contributions de Ann McFarlane, Colin Hope, Nabil Charoubim, John Curro, Naguib Maksoud, Reece Scannell, Elizabeth Thompson, Naguib Victor, Gaye Wilson, The Rock Tombs of El-Hawawish: The Cemetery of Akhmim, volumes I-X, Sydney, 1980-1992.
- Naguib Kanawati, Ali El-Khouli, McFarlane Ann, Naguib & V. Maksoud, Excavations at Saqqara: North-West of Teti's Pyramid, Volume I, Sydney, 1984,  (ISBN 0-85837-626-1)
- Ali El-Khouli & Naguib Kanawati, avec des contributions d'Elizabeth Thompson, Naguib Victor, Ann McFarlane, Reece Scannell et H. El-Tayeb, Excavations at Saqqara North-West of Teti's Pyramid, volume II, Sydney, 1988.

### Centre australien pour l'égyptologie: Rapports
- (Rapport : 1) Ali El-Khouli & Naguib Kanawati, Quseir El-Amarna: The Tombs of Pepy-ankh and Khewen-Wekh, Sydney, 1989,  (ISBN 0-85668-508-9 et 0-85837-663-6)
- (Rapport : 2) Ali El-Khouli & Naguib Kanawati, The Old Kingdom Tombs of El-Hammamiya, Sydney, 1990  (ISBN 0-85668-567-4 et 0-85837-702-0)
- (Rapport : 4) Naguib Kanawati, avec les contributions d'Ann McFarlane, Elizabeth Thompson, Nabil Charoubim & Naguib Victor, The Tombs of El-Hagarsa, Volume 1, Sydney, 1993,  (ISBN 0-85668-602-6), nouvelle édition en 1997 :  (ISBN 0-85837-805-1)
- (Rapport : 5) Naguib Kanawati & Ann McFarlane, avec les contributions de Nabil Charoubim, Naguib Victor et A. Salama, Deshasha: The Tombs of Inti, Shedu and Others, Sydney, 1993,  (ISBN 0-85668-617-4)
- (Rapport : 6) Naguib Kanawati, avec les contributions de E.S. Bailey, N. Charoubim, R.A. David, P. Dyer, R. Elles, R.P. Evans, C. Griffiths, C.W. Griggs, R. Harris, N. Iskander, A. Ivinson, M.C.J. Kuchar, A. McFarlane, M.J. Rowe, R. Shnier, E. Tapp, E. Thompson, L. Turnbull, N. Victor, K. Wildsmith, et S.R. Woodward, The Tombs of El-Hagarsa, Volume 2, Sydney, 1993,  (ISBN 0-85668-616-6 et 1-86408-056-6)
- (Rapport : 7) N. Kanawati, avec les contributions d'Ann McFarlane, Elizabeth Thompson, N. Charoubim, and Naguib Victor, The Tombs of El-Hagarsa, Volume 3, Sydney, 1995,  (ISBN 1-86408-004-3)
- (Rapport : 8) Naguib Kanawati & Ali Hassan, avec les contributions de Paul Bentley, Alan Cavanagh, Nabil Charoubim, Ann McFarlane, Sameh Shafik, Karin Sowada, Elizabeth Thompson et Naguib Victor, The Teti Cemetery at Saqqara, Volume I: The Tombs of Nedjet-em-pet, Ka-aper and Others, Sydney, 1996,  (ISBN 0-85668-680-8)
- (Rapport : 9) Naguib Kanawati & Ali Hassan, avec les contributions d'Alan Cavanagh, Ann McFarlane, Sameh Shafik et Naguib Victor, The Teti Cemetery at Saqqara, Volume II: The Tomb of Ankhmahor, Warminster, 1997,  (ISBN 0-85668-802-9)
- (Rapport : 11) Naguib Kanawati & Mahmoud Abder-Raziq, avec les contributions d'Ann McFarlane, Sameh Shafik, Elizabeth Thompson & Naguib Victor, The Teti Cemetery at Saqqara, Volume III: The Tombs of Neferseshemre and Seankhuiptah, Warminster, 1998,  (ISBN 0-85668-804-5)
- (Rapport : 13) Naguib Kanawati & Mahmoud Abder-Raziq, avec les contributions d'Ann McFarlane, Sameh Shafik, Elizabeth Thompson & Naguib Victor, The Teti Cemetery at Saqqara, Volume V: The Tomb of Hesi, Warminster, 1999,  (ISBN 0-85668-814-2)
- (Rapport : 14) Naguib Kanawati & Mahmoud Abder-Raziq, avec les contributions de L. Horácková, Ann McFarlane, Sameh Shafik, Mark Spigelman, Eugen Strouhal, Elizabeth Thompson et Naguib Victor, The Teti Cemetery at Saqqara, Volume VI: The Tomb of Nikauisesi, Warminster, 2000,  (ISBN 0-85668-819-3)
- (Rapport : 16) Naguib Kanawati, avec une préface de Zahi Hawass et les contributions d'Ann McFarlane, Sameh Shafik, Elizabeth Thompson & Naguib Victor, Tombs at Giza, Volume I: Kaiemankh (G4561) and Seshemnefer (G4940), Warminster, 2001,  (ISBN 0-85668-805-3)
- (Rapport : 17) Naguib Kanawati & Mahmoud Abder-Raziq, avec les contributions de L. Horácková, Ann McFarlane, T.H. Schmidt-Schultz, M. Schultz, Sameh Shafik, Eugen Strouhal, Elizabeth Thompson, Naguib Victor et Roxie Walker, The Teti Cemetery at Saqqara, Volume VII: The Tombs of Shepsipuptah, Mereri (Merinebti), Hefi and Others, Warminster, 2001,  (ISBN 0-85668-806-1)
- (Rapport : 18) Naguib Kanawati, Tombs at Giza, Volume II: Seshathetep/Heti (G5150), Nesutnefer (G4970) and Seshemnefer II (G5080), Warminster, 2002,  (ISBN 0-85668-815-0)
- (Rapport : 19) Naguib Kanawati & Mahmoud Abder-Raziq, avec les contributions d'Ann McFarlane, T.H. Schmidt-Schultz, M. Schultz, Sameh Shafik, Eugen Strouhal, Elizabeth Thompson, Naguib Victor, Roxie Walker et Alex Woods, The Unis Cemetery at Saqqara, Volume II: The Tombs of Iynefert and Ihy (re-used by Idut), Oxford, 2003,  (ISBN 0-85668-813-4 et 0-85668-821-5)
- (Rapport : 21) Naguib Kanawati & Mahmoud Abder-Raziq, avec les contributions d'Effy Alexakis, R. Gargour, Kim McCorquodale, Sameh Shafik, Elizabeth Thompson, Naguib Victor & Alex Woods, Mereruka and His Family, Part 1: The Tomb of Meryteti, Oxford, 2004,  (ISBN 0-85668-816-9)
- (Rapport : 23) Naguib Kanawati, avec les contributions d'Effy Alexakis, Sameh Shafik, M. Momtaz, Elizabeth Thompson, Naguib Victor & Alex Woods, Deir El-Gebrawi, Volume I: The Northern Cliff, Oxford, 2005,  (ISBN 0-85668-807-X)
- (Rapport : 24) Naguib  Kanawati, avec des chapitres d'Ann McFarlane & Karin Sowada, et les contributions d'Effy Alexakis, Sameh Shafik, Elizabeth Thompson, Naguib Victor, & Alex Woods, The Teti Cemetery at Saqqara, Volume VIII: The Tomb of Inumin, Warminster, 2006,  (ISBN 0-85668-810-X)
- (Rapport : 25) Naguib  Kanawati, Deir El-Gebrawi, Volume II: The Southern Cliff, Aris & Phillips, 2006,  (ISBN 0-85668-808-8)

### Autres publications
- Naguib Kanawati, Egyptian Administration in the Old Kingdom: Evidence on its Economic Decline (thèse de doctorat, université Macquarie, 1974), juin 1977,  (ISBN 0-85668-102-4)
- Naguib Kanawati, Governmental Reforms in Old Kingdom Egypt, Warminster, 1980,  (ISBN 0-85668-168-7)
- Naguib Kanawati, The tomb and its significance in ancient Egypt (Prism archaeological series, 1987),  (ISBN 977-367-159-3)
- Naguib Kanawati, Sohag in Upper Egypt: A glorious history (Prism archaeological series, 1990),  (ISBN 977-235-002-5)
- Naguib Kanawati, avec des photographies de Reece Scannell, A Mountain Speaks: The First Australian Excavation in Egypt, université Macquarie, Sydney, Australie, 1988,  (ISBN 0-85837-633-4)
- Naguib Kanawati, The Tomb and Beyond: Burial Customs of the Egyptian Officials, Warminster, 2002,  (ISBN 0-85668-734-0)
- Naguib Kanawati, Conspiracies in the Egyptian Palace: Unis to Pepy I, Routledge, 2003,  (ISBN 0-415-27107-X)